# Gene Hoglan
Gene Hoglan (teljes nevén Eugene Victor Hoglan II) (Dallas, Texas, 1967. augusztus 31. –) amerikai thrash-death metal dobos, a műfaj egyik legelismertebb zenésze. Az 1980-as évek második felében vált ismertté a Dark Angel tagjaként, majd olyan egyedi hangzású együttesekben dobolt, mint a Death, a Strapping Young Lad, vagy Devin Townsend szólóprojektjei. A dobolás mellett producerként és hangmérnökként is kipróbálta magát.

## Diszkográfia

### Albumok
| Együttes                | Év   | Album                                                              |
| ----------------------- | ---- | ------------------------------------------------------------------ |
| Dark Angel              | 1986 | Darkness Descends                                                  |
| Dark Angel              | 1989 | Leave Scars                                                        |
| Dark Angel              | 1990 | Live Scars (EP)                                                    |
| Dark Angel              | 1991 | Time Does Not Heal                                                 |
| Dark Angel              | 1992 | Decade Of Chaos (válogatás)                                        |
| Death                   | 1993 | Individual Thought Patterns                                        |
| Death                   | 1995 | Symbolic                                                           |
| Strapping Young Lad     | 1997 | City                                                               |
| Strapping Young Lad     | 1998 | No Sleep Till Bedtime (live)                                       |
| Strapping Young Lad     | 2003 | Strapping Young Lad                                                |
| Strapping Young Lad     | 2005 | Alien                                                              |
| Strapping Young Lad     | 2006 | The New Black                                                      |
| Testament               | 1997 | Demonic                                                            |
| Testament               | 2012 | Dark Roots of Earth                                                |
| Testament               | 2013 | Dark Roots of Thrash (live)                                        |
| Old Man's Child         | 1998 | Ill-Natured Spiritual Invasion                                     |
| Devin Townsend          | 1998 | Infinity                                                           |
| Devin Townsend          | 1998 | Christeen plus 4 Demos (EP)                                        |
| Devin Townsend          | 2000 | Physicist                                                          |
| Devin Townsend          | 2001 | Terria                                                             |
| The Almighty Punchdrunk | 1999 | Music For Them Asses                                               |
| Just Cause              | 2001 | Finger It Out                                                      |
| Daemon                  | 2002 | Eye For An Eye                                                     |
| Ani Kyd                 | 2005 | Evil Needs Candy Too                                               |
| Dethklok                | 2007 | The Dethalbum                                                      |
| Dethklok                | 2009 | The Dethalbum II                                                   |
| Dethklok                | 2012 | The Dethalbum III                                                  |
| Dethklok                | 2013 | The Doomstar Requiem                                               |
| Mr. Plow                | 2007 | Apocalypse Plow                                                    |
| Zimmers Hole            | 2008 | When You Were Shouting at the Devil...We Were in League With Satan |
| Pitch Black Forecast    | 2008 | Absentee                                                           |
| Mechanism               | 2008 | Inspired Horrific                                                  |
| Fattooth                | 2008 | Fattooth                                                           |
| Tenet                   | 2009 | Sovereign                                                          |
| Fear Factory            | 2010 | Mechanize                                                          |
| Meldrum                 | 2012 | Lifer                                                              |
| Brendon Small           | 2012 | Brendon Small's Galaktikon                                         |
| Memorain                | 2012 | Evolution                                                          |
| Viking                  | 2013 | No Child Left Behind                                               |

### Vendégszereplések
- 1983 - Slayer - Show No Mercy (háttérvokál az Evil Has No Boundaries című dalban)
- 1985 - Wargod - Wargod (demo)
- 1995 - Naphobia - Of Hell (2 dalban)
- 2001 - Frygirl - Someone Please Kill Me (kongák)
- 2005 - Opeth (a "The Grand Conjuration" című dal videóklipjében dobol)
- 2007 - Meldrum - Blowin' Up The Machine (4 dalban)
- 2012 - Sylencer - A Lethal Dose of Truth (a Get It Up című dalban)

### Produkciós munkák
- 1992 - Silent Scream - From the Darkest Depths Of The Imagination (hangmérnök, producer)
- 2000 - Cranium - Speed Metal Satan (hangmérnök)